# Фигейреду, Паулу Жозе Лопеш ди
Паулу Жозе Лопеш ди Фигейреду (порт. Paulo José Lopes de Figueiredo; род. 28 ноября 1972, Маланже) — ангольский футболист, выступавший на позиции полузащитника за сборную Анголы и целый ряд клубов.

## Клубная карьера
С 1991 года по 1996 год выступал в пяти португальских клубах, в том числе проведя один сезон в клубе «Белененсиш», в составе которого во втором дивизионе сезона 1991—1992 годов не вышел на поле ни разу.
Летом 1996 года подписал контракт с клубом «Санта-Клара» из второго дивизиона, где отметился 5-ю голами в 33-х матчах и во время своего третьего сезона в команде помог ей получить путёвку в Суперлигу. 22 августа 1999 года дебютировал в этом турнире в ничейном (2:2) домашнем поединке против «Спортинга» (Лиссабон), а также сыграл 31 матч в сезоне 1999/2000 годов, однако клуб из Азорских островов по итогам этого же сезона вернулся во второй дивизион.
После более чем четырёх сезонов в «Санта-Кларе» (два из них в высшем дивизионе) и более 300 официальных матчей во всех турнирах, Фигейреду перешёл в такие португальские клубы как: «Драгоеш Сандиненсеш» и «Варзин». В 2006 году перешёл в шведский клуб «Эстер». В этом клубе Паулу проявил себя как в качестве защитника, так и в качестве игрока группы атаки. Он стал первым игроком «Эстера», который получил 5 баллов (из пяти возможных) от шведской газеты «Smålandsposten». Его сравнивали с легендой клуба Андерсом Линдеротом. Однако по итогам сезона шведский клуб вылетел, а Фигейреду перешёл в румынский клуб «Чахлэул», в составе которого не сыграл ни одного матча. В 2008 году перешёл в «Оливаиш», в составе которого отыграл 8 матчей.
Завершил профессиональную игровую карьеру в клубе «Рекреативу ду Либоло», за команду которого выступал в течение 2009—2010 годов.

## Карьера в сборной
В 2003 году Фигейреду был приглашён в сборную Анголы и впервые за 30 лет вернулся в страну своего рождения. После яркого футбола в квалификации чемпионата мира 2006 года в которой Паулу сыграл 10 матчей и отметился 1 голом, 18 июня 2005 года в ничейном (1:1) поединке против Нигерии, был избран в состав команды для участия в финальной части турнира в Германии. В финальной части чемпионата мира ангольцы были дебютантами турнира, однако несмотря на это в групповом этапе дважды сыграли вничью. В 2003 году дебютировал в официальных матчах в составе национальной сборной Анголы. В течение карьеры в национальной команде, которая длилась 6 лет, провёл в основном составе сборной страны 39 матчей, забив 5 голов.
В составе сборной был участником Кубка африканских наций 2006 года в Египте (команда вылетела по итогам группового этапа) и Кубка африканских наций 2008 года в Гане (остановились на 1/4 финала).

## Статистика выступлений

### В сборной

#### Голы
| №  | Дата           | Соперник  | Гол | Результат | Соревнование              |
| -- | -------------- | --------- | --- | --------- | ------------------------- |
| 1. | 21 июня 2003   | Нигерия   | 1:0 | 2:2       | Отборочные матчи КАН-2004 |
| 2. | 18 июня 2005   | Нигерия   | 1:1 | 1:1       | Отборочные матчи ЧМ-2006  |
| 3. | 25 марта 2007  | Эритрея   | 6:1 | 6:1       | Отборочные матчи КАН-2008 |
| 4. | 17 июня 2007   | Свазиленд | 1:0 | 3:0       | Отборочные матчи КАН-2008 |
| 5. | 13 января 2008 | Египет    | 1:1 | 3:3       | Товарищеский матч         |